# Amt Wusterhausen
Das Amt Wusterhausen war ein 1992 gebildetes Amt in Brandenburg, in dem sich fünfzehn Gemeinden im damaligen Kreis Kyritz (heute Landkreis Ostprignitz-Ruppin, Brandenburg) zu einer Verwaltungsgemeinschaft zusammengefasst waren. Amtssitz war in der Stadt Wusterhausen/Dosse. Mit der Eingliederung aller kleineren amtsangehörigen Gemeinden in die Gemeinde Wusterhausen/Dosse wurde das Amt Wusterhausen zum 1. Juli 2001 aufgelöst.

## Geographische Lage
Das Amt Wusterhausen grenzte im Norden an die Ämter Kyritz im Norden, Temnitz im Osten, Friesack im Landkreis Havelland im Süden, Neustadt (Dosse) im Südwesten und wiederum Kyritz im Westen. Das Amtsgebiet gehört heute zum Landkreis Ostprignitz-Ruppin. 

## Geschichte
Am 21. August 1992 erteilte der Minister des Innern des Landes Brandenburg seine Zustimmung zur Bildung des Amtes Wusterhausen (ohne den Zusatz Dosse) mit Sitz in der Stadt Wusterhausen/Dosse. Als Zeitpunkt des Zustandekommens des Amtes wurde der 1. August 1992 festgelegt. Zum Zeitpunkt der Gründung umfasste das Amt 15 Gemeinden des damaligen Kreises Kyritz:
1. Bantikow
2. Barsikow
3. Blankenberg
4. Brunn
5. Bückwitz
6. Dessow
7. Ganzer
8. Gartow
9. Kantow
10. Lögow
11. Nackel
12. Segeletz
13. Trieplatz
14. Schönberg und
15. Wusterhausen/Dosse.

Zum 1. Mai 1997 erfolgte die Eingliederung von Gartow in die Stadt Wusterhausen/Dosse. Zum 31. Dezember 1997 folgte dann der Zusammenschluss von Bantikow, Blankenberg, Brunn, Ganzer, Kantow, Lögow, Schönberg und Wusterhausen/Dosse zur Gemeinde Wusterhausen/Dosse. Am 27. September 1998 wurde Segeletz eingegliedert, und am 1. Dezember 1998 folgte schließlich Triplatz. Am 1. Juli 2001 erfolgte die Eingliederung der letzten vier kleineren, amtsangehörigen Gemeinden Barsikow, Bückwitz, Dessow und Nackel in die (Groß-)Gemeinde Wusterhausen. Mit dieser Eingliederung wurde das Amt Wusterhausen mit Wirkung zum 1. Juli 2001 aufgelöst.
| Jahr      | 1992 | 1993 | 1994 | 1995 | 1996 | 1997 | 1998 | 1999 | 2000 |
| Einwohner | 7146 | 7219 | 7115 | 7097 | 7065 | 6965 | 6878 | 6904 | 6857 |

## Amtsdirektor
Erster und einziger Amtsdirektor war Peter Wollert. Er wurde 2001 nach Auflösung des Amtes zum Bürgermeister der Gemeinde Wusterhausen/Dosse gewählt.